# Kristian Brandt
Kristian Kornelius Hagemann Brandt (16. oktober 1859 i Kristiania – 31. maj 1932) var en norsk læge.
Brandt blev student 1877 og cand.med. 1884. Efter at have tilendebragt sin hospitalsuddannelse ved det norske Rigshospital og Fødselsstiftelse, rejste han 1885 gennem Amerika til Hawaii, men vendte 1886 tilbage til Kria, hvor han virkede som praktisk læge, idet han særlig kastede sig over studiet af kvindesygdomme og fødselsvidenskab.
1893 tog han den medicinske doktorgrad med en afhandling om det ektopiske Svangerskab. 1896-99 var han reservelæge ved Fødselsstiftelsen. 1900 blev han universitetsstipendiat i gynækologi og holdt nu, ligesom i øvrigt tidligere, forelæsninger i dette fag ved Københavns Universitet. Efter Edvard Schønbergs død blev han 1906 professor i gynækologi og fødselsvidenskab og bestyrer af Fødselsstiftelsen.
Brandts videnskabelige arbejder, som for størstedelen findes i Norsk Magasin for Lægevidenskaben, beskæftiger sig såvel med gynækologiske som obstetriske emner, og han har i stor udstrækning deltaget i diskussionen af disse spørgsmål. Fra 1898 var han medlem af Kristiania Sundhedskommission. Han har planlagt og forestået opførelsen af den store ny »Kvindeklinik« (Fødselsstiftelse og gynækologisk universitetsklinik) på det ny norske Rigshospital, som indviedes 1914.